# Zenildo Luiz Pereira da Silva
Zenildo Luiz Pereira da Silva CSsR (ur. 6 czerwca 1968 w Linhares) – brazylijski duchowny katolicki, biskup-prałat Borby w latach 2017–2022, biskup diecezjalny Borby od 2022.

## Życiorys
11 sierpnia 2001 otrzymał święcenia kapłańskie w Zgromadzeniu Najśw. Odkupiciela. Po święceniach kierował zakonnymi parafiami w Manacapuru (2001–2008) i Manaus (2008–2011). W 2011 został wybrany na przełożonego brazylijskiej wiceprowincji, a trzy lata później został proboszczem parafii katedralnej w Coari.
24 lutego 2016 papież Franciszek mianował go koadiutorem prałatury terytorialnej Borba. Sakry udzielił mu 2 kwietnia 2016 arcybiskup Luiz Soares Vieira. Rządy w prałaturze objął 20 września 2017 po przejściu na emeryturę poprzednika.
18 listopada 2022, w związku z podniesieniem prałatury do rangi diecezji, został jej pierwszym biskupem diecezjalnym.